# Königsriesenhörnchen
Das Königsriesenhörnchen (Ratufa indica) ist eine Art der Riesenhörnchen (Gattung Ratufa) innerhalb der Hörnchen (Sciuridae). Es gehört zu den größten Hörnchenarten und lebt endemisch in mehreren Unterarten in Indien.

## Merkmale
Mit einer Körperlänge von etwa 36 Zentimetern und einer Schwanzlänge bis zu 45 Zentimetern bei einem Gewicht von 1,5 bis 1,8 kg zählt das Königsriesenhörnchen zu den größten Vertretern der Hörnchen. Das Fell ist sehr bunt und variabel gefärbt. Die Rückenfärbung kann rotbraun, kastanienbraun oder schwarz sein, ebenso die Flanken, der Kopf und der Schwanz. Der Bauch und die Halsunterseite sind weiß, die Vorderbeine cremefarben. An den Ober- und Unterschenkeln können lange, schwarze Streifen vorhanden sein. Der Kopf ist braun oder beige gefärbt und die Innenseiten der Ohren sind weiß, die Nase ist rosa. Die Ohren besitzen auffällige, rot- bis kastanienbraune Ohrbüschel.
| 1 | · | 0 | · | 1 | · | 3 | = 20 |

Wie alle Arten der Gattung besitzt die Art im Oberkiefer pro Hälfte einen zu einem Nagezahn ausgebildeten Schneidezahn (Incisivus), dem eine Zahnlücke (Diastema) folgt. Hierauf folgen ein Prämolar und drei Molare. Die Zähne im Unterkiefer entsprechen denen im Oberkiefer. Insgesamt verfügen die Tiere damit über ein Gebiss aus 20 Zähnen.

## Verbreitung und Lebensraum

Verbreitungskarte des Königsriesenhörnchen

Diese Art kommt ausschließlich in den tropischen Wäldern im zentralen und südlichen Indien vor.

## Lebensweise
Die tagaktive Art bewohnt die oberen Abschnitte der Bäume und ist selten am Boden anzutreffen. Das Königsriesenhörnchen lebt solitär und ernährt sich vor allem von Früchten, seltener von Blättern, Blüten, Samen und Rinden. Dabei beträgt der Blattanteil an der Nahrung zu Zeiten, in denen wenige Früchte vorhanden sind, bis zu mehr als 60 Prozent, während er in fruchtreichen Zeiten nahe Null Prozent liegt. In den Nebelwäldern der Western Ghats wurden die Tiere beobachtet, wie sie Nüsse von sechs verschiedenen Baumarten und einer Liane sammelten und in ihrem Nest in den Baumkronen einen Vorrat anlegten. Da die meisten Hörnchen, die Vorräte anlegen, dies am Boden tun, ist das Verhalten der Königsriesenhörnchen in diesem Fall ungewöhnlich. Bei den Samen handelte es sich vor allem um hartschalige Samen, darunter auch zwei Arten, die von den Tieren frisch nicht konsumiert werden. In einigen Gebieten, etwa im Parambikulam Wildlife Sanctuary sind die Tiere vor allem Samenfresser und ernähren sich von den Samen von zehn verschiedenen Baumarten.
Wie viele Hörnchen baut auch diese Art Nester aus Zweigen und Blättern, die sie hoch in den Baumkronen anlegen. Die durchschnittliche Besiedlungsdichte liegt zwischen 2,4 Tieren pro Quadratkilometer in Bandipur und 12,3 Tieren pro Quadratkilometer in Lakkavalli, kann jedoch regional sehr viel höher sein. Die Tragzeit der Weibchen beträgt 2,5 Monate, der Wurf besteht in der Regel aus einem Jungtier.
Zu seinen natürlichen Feinden zählen zahlreiche Greifvögel und Säugetiere. Nachgewiesen ist die erfolgreiche Erbeutung von Königsriesenhörnchen durch den Bartaffen (Macaca silenus), den Leoparden (Panthera pardus), Marder, den Nepaluhu (Bubo nipalensis), den Malaienadler (Ictinaetus malayensis), die Haubenschlangenadler (Spilornis cheela) und den Haubenadler (Nisaetus cirrhatus). In Regionen, in denen sehr viele Raubvögel vorkommen, verbringen die Tiere die Tagesmitte im Nest, um nicht entdeckt zu werden. Bei der Flucht vor Feinden kann das Hörnchen Sprünge von bis 6 Meter von Baum zu Baum ausführen.

## Systematik

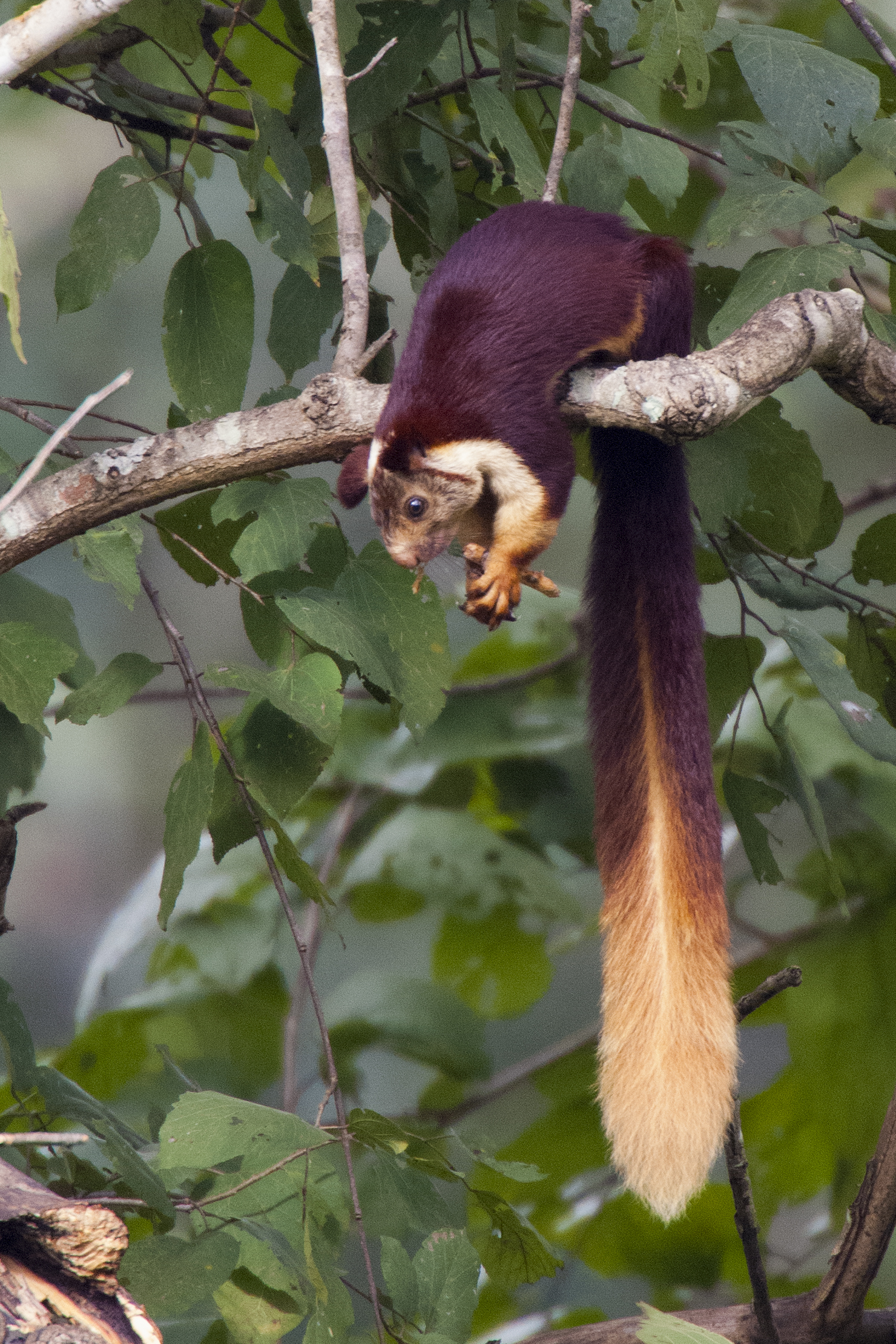
Königsriesenhörnchen (Ratufa indica indica)

Das Königsriesenhörnchen wird als eigenständige Art innerhalb der Gattung der Riesenhörnchen (Ratufa) eingeordnet, die aus vier Arten besteht. Die wissenschaftliche Erstbeschreibung stammt von dem deutschen Naturforscher Johann Christian Polycarp Erxleben aus dem Jahr 1777, der die Art als Sciurus indica anhand von Individuen aus Indien beschrieb.
Innerhalb der Art werden mit der Nominatform insgesamt vier Unterarten unterschieden:
- Ratufa indica indica: Nominatform, lebt in den Western Ghats südlich der indischen Stadt Mumbai. Der Kopf und der Körper sind kastanienbraun, der Schwanz endet in einer hellen Spitze.
- Ratufa indica centralis: im östlichen und zentralen Indien. Die Unterart hat rote Ohrbüschel. Der Rücken, die Flaenken und die Hinterbeine sind rotbraun, die Vorderbeine sowie die Schultern und der Schwanz sind schwarz.
- Ratufa indica dealbata: In der Dangs-Region nördlich von Mumbai. Es handelt sich um eine sehr blasse Form mit einem weißen Schwanz. Diese Unterart wird als potenziell ausgestorben betrachtet.
- Ratufa indica maxima: Im südwestlichen Teil Indiens bis zur Südspitze. Die Unterart entspricht der Nominatform, ist jedoch schwarz auf den Schultern sowie am Rumpf und Schwanz.

## Bestand und Gefährdung, Schutz
Obwohl diese Art noch relativ häufig vorkommt, ist sie durch die schnelle Zerstörung ihres Lebensraums, aufgrund menschlicher Siedlungen, Holzeinschlag sowie der Jagd bedroht. Diese Art steht in Indien unter gesetzlichem Schutz. Im Land wurden dutzende Reservate eingerichtet, des Weiteren ist sie im Anhang II des Washingtoner Artenschutzabkommen gelistet.

## Belege

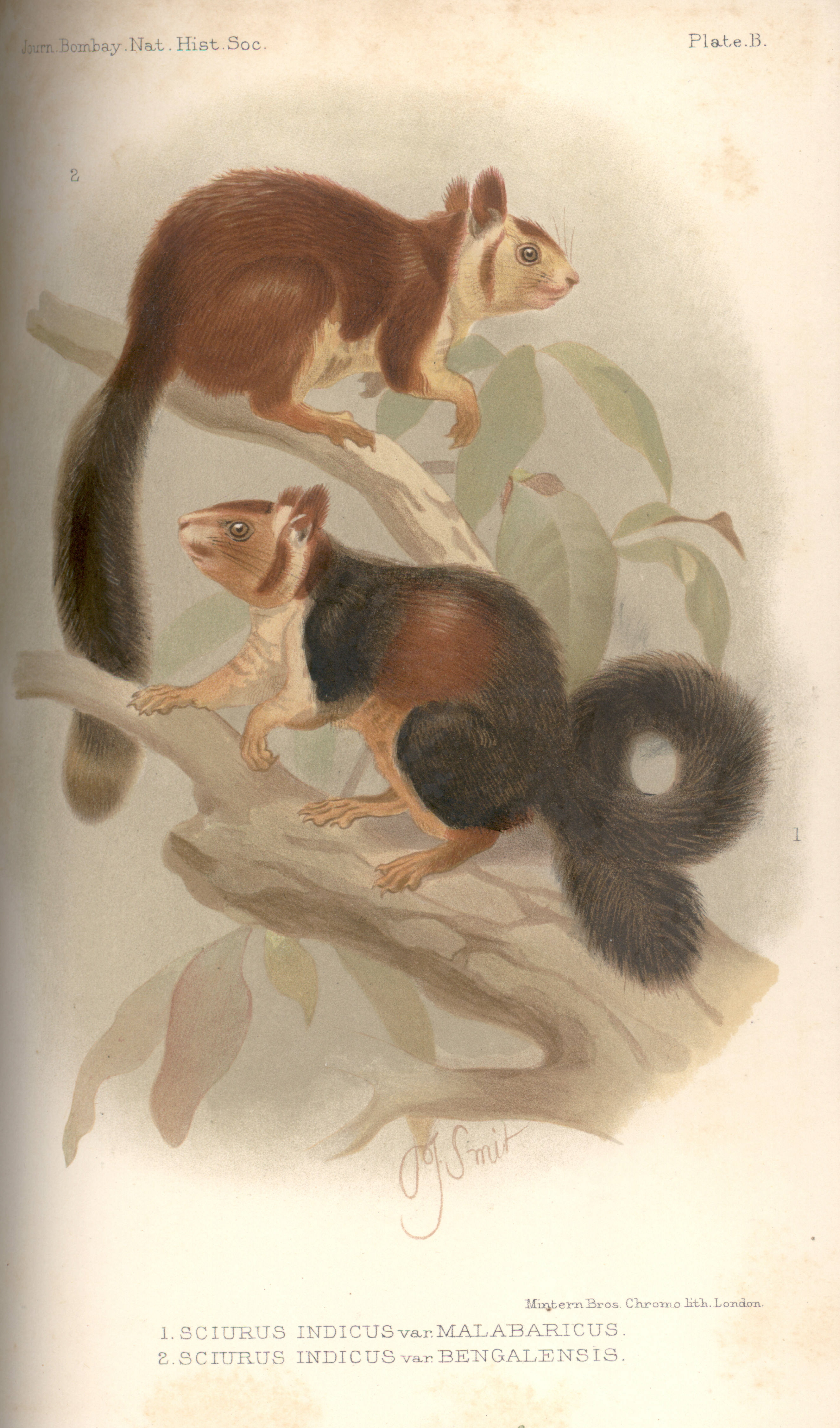
Historische Abbildung der Unterarten Ratufa indica bengalensis (oben; heute nicht mehr valid) und Ratufa indica maxima (unten); Aus: William Thomas Blanford, 1898

1. 1 2 3 4 5 6 7 8 9  Richard W. Thorington Jr., John L. Koprowski, Michael A. Steele: Squirrels of the World. Johns Hopkins University Press, Baltimore MD 2012, ISBN 978-1-4214-0469-1, S. 26–28.
2. ↑  Robert S. Hoffmann, Andrew T. Smith: Ratufa. In: Andrew T. Smith, Yan Xie: A Guide to the Mammals of China. Princeton University Press, Princeton NJ 2008, ISBN 978-0-691-09984-2, S. 173.
3. ↑  Hema Somanathan, Subhash Mali, Renee M. Borges: Arboreal larder-hoarding in the tropical Indian giant squirrel Ratufa indica. Ecoscience 14 (2), 2007; S. 165–169. doi:10.2980/1195-6860(2007)14[165:ALITTI]2.0.CO;2
4. 1 2 3  Ratufa indica In: Don E. Wilson, DeeAnn M. Reeder (Hrsg.): Mammal Species of the World. A taxonomic and geographic Reference. 2 Bände. 3. Auflage. Johns Hopkins University Press, Baltimore MD 2005, ISBN 0-8018-8221-4.
5. ↑  Ratufa indica in der Roten Liste gefährdeter Arten der IUCN 2015.1. Eingestellt von: N. Rajamani, S. Molur, P.O. Nameer, 2010. Abgerufen am 22. Juni 2015.
6. ↑  William Thomas Blanford: The large Indian squirrel (Sciurus indicus erx.) and its local races or sub-species. Journal of the Bombay Natural History Society 11, 1898; S. 298–305.